# Rhododendron kamatae
Rhododendron kamatae är en ljungväxtart som först beskrevs av Mochizuki, och fick sitt nu gällande namn av Lyndley Alan Craven. Rhododendron kamatae ingår i släktet rododendron, och familjen ljungväxter. Inga underarter finns listade i Catalogue of Life.